# Daniele Tebaldi
Pour les articles homonymes, voir Tebaldi.
Pas d'image ? Cliquez ici

a Compétitions nationales et continentales officielles uniquement.

b Matchs officiels uniquement.
Dernière mise à jour le 15 novembre 2021.
Daniele Tebaldi, né le 24 avril 1961 à Parme, est un ancien joueur International italien  de rugby à XV et actuellement entraîneur.  Il jouait au poste d'arrière. 
Il est l'oncle du demi de mêlée international italien Tito Tebaldi. 

## Biographie
Tebaldi a joué pour le Rugby Noceto et le Rugby Parma FC 1931 dans le championnat national italien. 
Il a connu 15 sélections pour l'Italie entre 1985 et 1991, marquant un essai et un drop goal soit sept points au total.  Il a été appelé pour la Coupe du monde de rugby en 1987, disputant deux matchs, et pour la Coupe du monde de rugby en 1991 , dont il ne participe en revanche a aucun match.  

En 1987 il fait d'ailleurs partie des 21 italiens sur la feuille de match lors de la première rencontre de l'histoire des Coupes du monde de rugby. 
Tebaldi a été l'entraîneur de Castel San Pietro, de 1999-2000 à 2002-2003, de l'équipe nationale d'Italie U-18 (2002-2003), de l'équipe nationale d'Italie U-19 (2003-2005), du Rugby Reggio (2004-2005), et l’équipe nationale italienne des moins de 18 ans, à nouveau.  En 2005, il rejoint Rugby Parma en tant que directeur du secteur jeunesse, devenant ensuite directeur technique.